# Crossoptilon crossoptilon
Il fagiano orecchiuto bianco (Crossoptilon crossoptilon (Hodgson, 1838)) è un uccello della famiglia dei Fasianidi originario della Cina centro-occidentale e centro-meridionale e del Tibet.

## Descrizione

### Dimensioni
Misura 75-96 cm di lunghezza, dei quali 46-58 spettanti alla coda, per un peso di 2350-2750 g nel maschio e di 1400-2050 g nella femmina.

### Aspetto
Il cappuccio della testa è nero e intorno all'occhio è presente una caruncola, una sorta di escrescenza carnosa di colore rossastro. Il piumaggio è interamente bianco, ad eccezione dell'estremità delle ali, in parte grigio chiaro, in parte grigio scuro, e della coda, di colore verde bronzeo. Le zampe glabre sono rosse. Si differenzia dagli altri fagiani dello stesso genere per l'assenza delle lunghe piume ricurve sulle guance e per le dimensioni inferiori dei ciuffetti auricolari. La coda è formata da venti timoniere fortemente incurvate. La specie presenta numerose varianti geografiche. La sottospecie drouynii è indiscutibilmente la più bianca e la dolani la più scura, con la sua livrea prevalentemente grigio cenere. La sottospecie harmani è oggi considerata una specie a tutti gli effetti (C. harmani).

## Biologia
Tranne che in inverno, conduce sempre un'esistenza solitaria. La conformazione del suo piumaggio bianco lo aiuta indubbiamente a resistere ai rigori del clima e all'ambiente in cui vive. Resta il fatto che anche durante i periodi più freddi è possibile osservarlo mentre cammina nella neve. Il fagiano orecchiuto bianco è una specie diurna. Si nutre dalle prime ore del mattino fino alle 10 e mezzo. Verso mezzogiorno si riposa e si avvicina quindi a una sorgente o a un ruscello per bere nel primo pomeriggio. Almeno durante il periodo invernale, i fagiani orecchiuti danno prova di una grande socialità ed è possibile incontrarli in bande molto numerose che possono contare fino a 250 individui. Quasi sempre, tuttavia, gli effettivi di un raggruppamento sono più modesti e non superano le 30 unità. Durante il resto dell'anno, i raggruppamenti si sfaldano e si ristrutturano in piccoli gruppi che variano tra le 2 e le 5 coppie. La dispersione è probabilmente maggiore durante il periodo riproduttivo. Non abbiamo molte informazioni riguardanti la territorialità del maschio, ma sappiamo che emette assai regolarmente dei potenti richiami durante il periodo riproduttivo. Questi possono essere uditi anche a un chilometro e mezzo di distanza e talvolta anche a tre chilometri. Essi vengono lanciati la mattina presto e la sera tardi e risuonano come una sorta di krrab-krrab. Si dice comunque che non siano così pieni e nitidi come quelli del fagiano orecchiuto azzurro e del fagiano orecchiuto bruno.

### Alimentazione
È principalmente vegetariano. Nonostante la mancanza di informazioni raccolte sul campo, si ritiene che la dieta del fagiano orecchiuto bianco sia costituita normalmente da bulbi della famiglia delle Liliacee, da radici tuberose e da cipolle selvatiche. Il suo becco affilato e allungato è particolarmente adatto al suo comportamento da scavatore e alla sua tecnica di raschiare il terreno. In autunno, questi uccelli si arrampicano sui ginepri per nutrirsi. Le bacche violette di questo arbusto dalle foglie spinose diventano in questo periodo una delle risorse alimentari principali. In estate, altre risorse, come le bacche rosse dal sapore acidulo dell'ossicocco o i frutti della fragola selvatica vanno ad accrescere il menu. Durante la nidificazione, gli insetti e le larve che dissotterra raspando il terreno costituiscono una parte non trascurabile della dieta.

### Riproduzione
Numerosi osservatori suggeriscono che il fagiano orecchiuto bianco sia senza dubbio monogamo. Questa ipotesi sembra rafforzata dal fatto che non esiste un vero e proprio dimorfismo sessuale e che la parata nuziale è relativamente semplice. Il nido viene costruito sul terreno, nel profondo della foresta, sotto un peccio o al riparo di una roccia sporgente. In maggio e giugno, la femmina depone tra 6 e 9 uova a 2-3 giorni d'intervallo l'una dall'altra e le cova in media per un periodo di 28-29 giorni. Alla schiusa, i pulcini pesano circa 40 grammi ma crescono rapidamente: nel giro di 10 giorni, il loro peso raggiunge in media 85 grammi, quindi 600 grammi all'età di 50 giorni. In questo periodo, le giovani femmine pesano da 50 a 70 grammi in meno rispetto ai giovani maschi. A tre mesi e mezzo, i giovani pesano tra 1,35 e 1,50 kg. A cinque mesi, raggiungono il loro peso da adulti. È all'età di tre mesi che diventa possibile determinare il loro sesso, in quanto i tarsi dei giovani maschi si ricoprono di una peluria spessa 4 o 5 millimetri. I giovani vengono ritenuti semi-nidifugi, vale a dire lasciano il nido non appena sono in grado di muoversi.

## Distribuzione e habitat
I fagiani orecchiuti bianchi vivono generalmente nelle foreste subalpine in prossimità del limite delle nevi, dove sono presenti i rododendri. Nel Sichuan, queste foreste sono costituite da pecci, betulle e querce ad altitudini comprese tra 3660 e 4270 metri. Gli uccelli vanno in cerca di cibo nelle colline erbose aperte vicino al bosco e si precipitano per proteggersi nel folto degli alberi vicini in caso di pericolo. In linea generale, i fagiani orecchiuti bianchi vivono tra 3000 e 4600 metri, ma è evidente che in inverno discendano i versanti. Tuttavia, sono necessarie condizioni eccezionali per osservarli al di sotto dei 3000 metri. In Cina, le densità di popolazione sono stimate tra 1,5 e 4 individui per chilometro quadrato.

## Tassonomia
Ne vengono descritte quattro sottospecie:
- C. c. dolani Meyer de Schauensee, 1937, diffusa nella Cina centro-occidentale (Qinghai sud-orientale). Assomiglia molto nella forma a C. c. drouynii, tuttavia se ne differenzia per la colorazione complessivamente grigio-cenere chiaro che caratterizza le parti superiori del corpo, con ali e coda che verso le loro estremità tendono ad assumere una tonalità più scura, mentre la zona ventrale si presenta bianca.
- C. c. crossoptilon (Hodgson, 1838), diffusa nella Cina centro-occidentale (Tibet sud-orientale e Sichuan occidentale) e, forse, nell'India nord-orientale (Arunachal nord-orientale). Per l'aspetto vedere sopra.
- C. c. lichiangense Delacour, 1945, diffusa nella Cina centro-meridionale (Sichuan sud-occidentale e Yunnan nord-occidentale). La colorazione di questa sottospecie potrebbe essere in linea di massima riassunta come una sorta di via di mezzo tra C. c. dolani e la livrea da subadulto della forma nominale.
- C. c. drouynii J. Verreaux, 1868, diffusa nel Tibet orientale (tra i fiumi Yangtze e Salween). È sicuramente la sottospecie che sfoggia la colorazione della livrea più bianca fra tutte, con ali anch'esse solitamente bianche, che tuttavia in alcuni casi possono evidenziare lievissime sfumature grigio-cenere chiaro tendenti a scurirsi verso i loro apici, mentre la coda si presenta quasi interamente nerastra o comunque grigio scuro. L'iride è giallo-marrone, mentre il becco e le forti zampe sono cremisi.